# Karel Mechiels
Karel Mechiels (Sint-Niklaas, 1 maart 1927 - Sint-Niklaas, 14 november 2017) was een Belgische kunstschilder en ere-directeur van de Stedelijke Academie voor Schone Kunsten van Sint-Niklaas. Hij werkte in figuratieve stijl, altijd naar het leven en naar verschillende onderwerpen, portretten, stillevens, landschappen, naakten en strandzichten. Naast olieverf, werkte hij in krijt, pastel, zilverstift en aquarel en was hij een begenadigd etser. Zijn werken zijn te bezichtigen in privé-collecties en in de stedelijke musea van Sint-Niklaas.

## Leven en werk
Karel Mechiels wordt geboren als Carolus Mechiels op 1 Maart 1927 te Sint-Niklaas. Zijn vader, een Vlaamsgezinde intellectueel met liberale opvattingen, bezit een prachtige collectie kunstboeken met zowel de oude kunst als de laatste avant-gardistische stromingen. Zijn eerste schilderijtjes maakt Karel met zelfgemaakte tempera verf, door zijn moeder’s make-up te mengen met eigeel.
Zijn moeder, een burgervrouw met een sterke persoonlijkheid, zorgt ervoor dat haar kinderen in de oorlogsjaren niets tekort komen. Karel verliest evenwel zijn beste jeugdvriend in een bombardement. Zijn vader wordt na de oorlog kort gevangengezet.
Hij rondt zijn studies aan de Academie van Sint-Niklaas af met de hoogste onderscheiding en vertrekt naar de Academie van Antwerpen en later het Hoger Instituut, om in de leer te gaan bij o.a. Pieter Rottie, Baron Isidoor Opsomer en Albert Van Dyck.
In Antwerpen sluit hij zijn eerste vriendschappen met collega kunstenaars en leert hij zijn latere echtgenote kennen, Vera Neels, een begenadigd kunstenares uit Franstalig België.
Tijdens en kort na zijn studies, behaalt hij verschillende prijzen, waaronder de 2de prijs van Rome voor schilderkunst in 1952.
In 1955 trouwt hij met Vera Neels en in 1956 wordt hij voor het eerst vader. Het gezinsleven wordt een belangrijke inspiratiebron, hij begint aan een lange reeks gevoelige kinder- en familieportretten.
Van 1955 tot 1962 is hij leraar portret- en figuurtekenen aan de Academie van Mechelen waar Ernest Albert directeur is. In 1963 wordt hij directeur van de Academie van Sint-Niklaas die hij van 300 tot 3000 leerlingen brengt en tot de grootste van het land uitbouwt. De talloze tentoonstellingen die hij mee organiseert, maken van Sint-Niklaas een culturele trekpleister. 
Gedurende al die tijd, werkt hij gestaag verder aan de uitbouw van zijn oeuvre, gaande van officiële portretopdrachten tot kleine landschapjes gemaakt op de jaarlijkse vakantie aan de Costa Blanca.
In 1991 neemt hij als ere-directeur afscheid van de Academie. Eén jaar later wordt zijn echtgenote ernstig ziek, hij verzorgt haar tot aan haar overlijden, in 1996.
Hij blijft schilderen tot op hoge leeftijd, voornamelijk portretten, stillevens en naakten. Na het verlies van zijn jongste zoon, wordt het schilderen ook een toevluchtsoord en werkt hij met een toenemende intensiteit, vaak naar hetzelfde model of onderwerp.
In 1991 publiceert hij Ernest Albert. Akwarellen en pastels.
Tijdens zijn laatste jaren, beperkt hij zich tot het tekenen van medebewoners in het rusthuis, waar hij in November 2017 overlijdt.

## Galerij

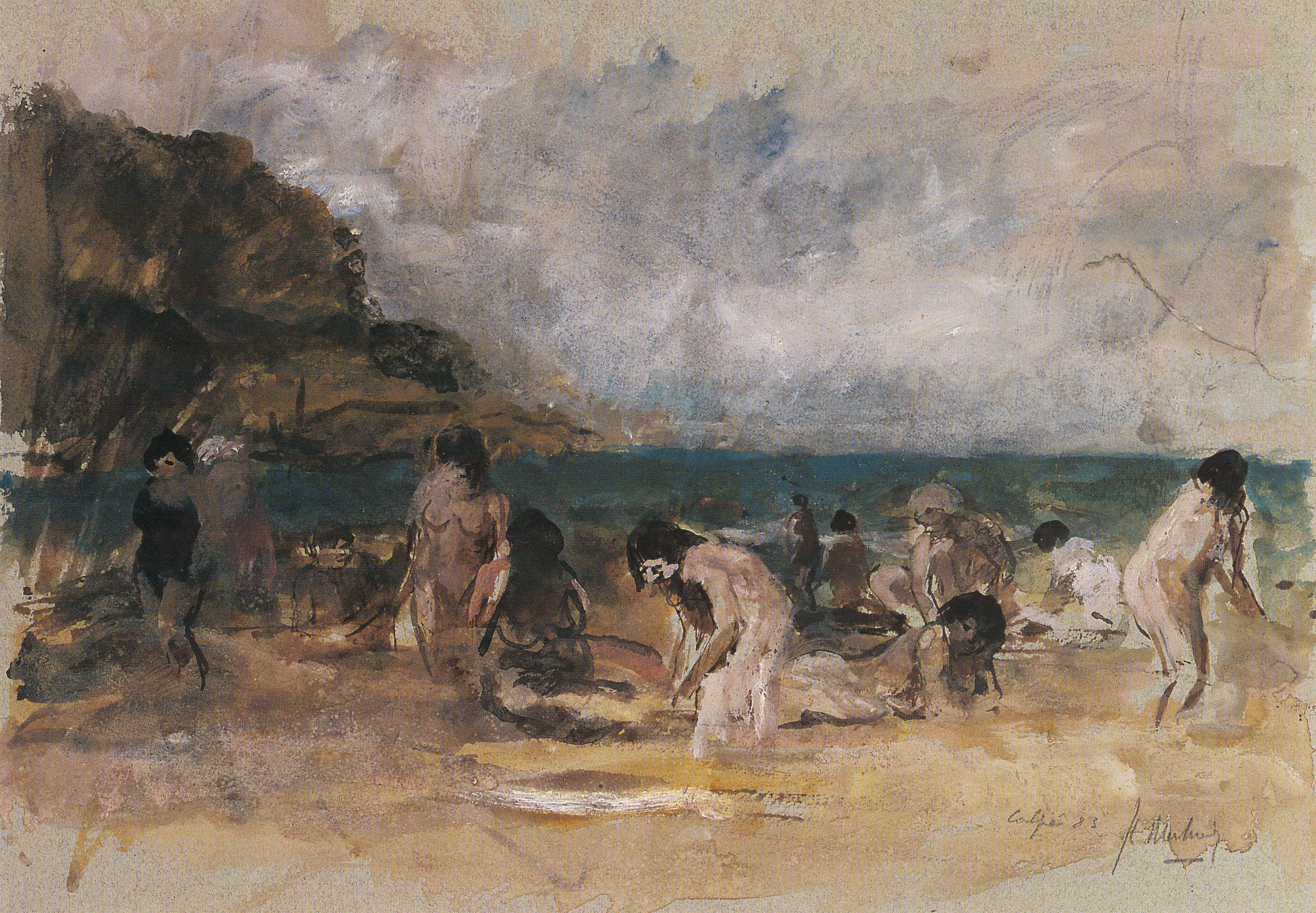
Strandzicht - Aquarel
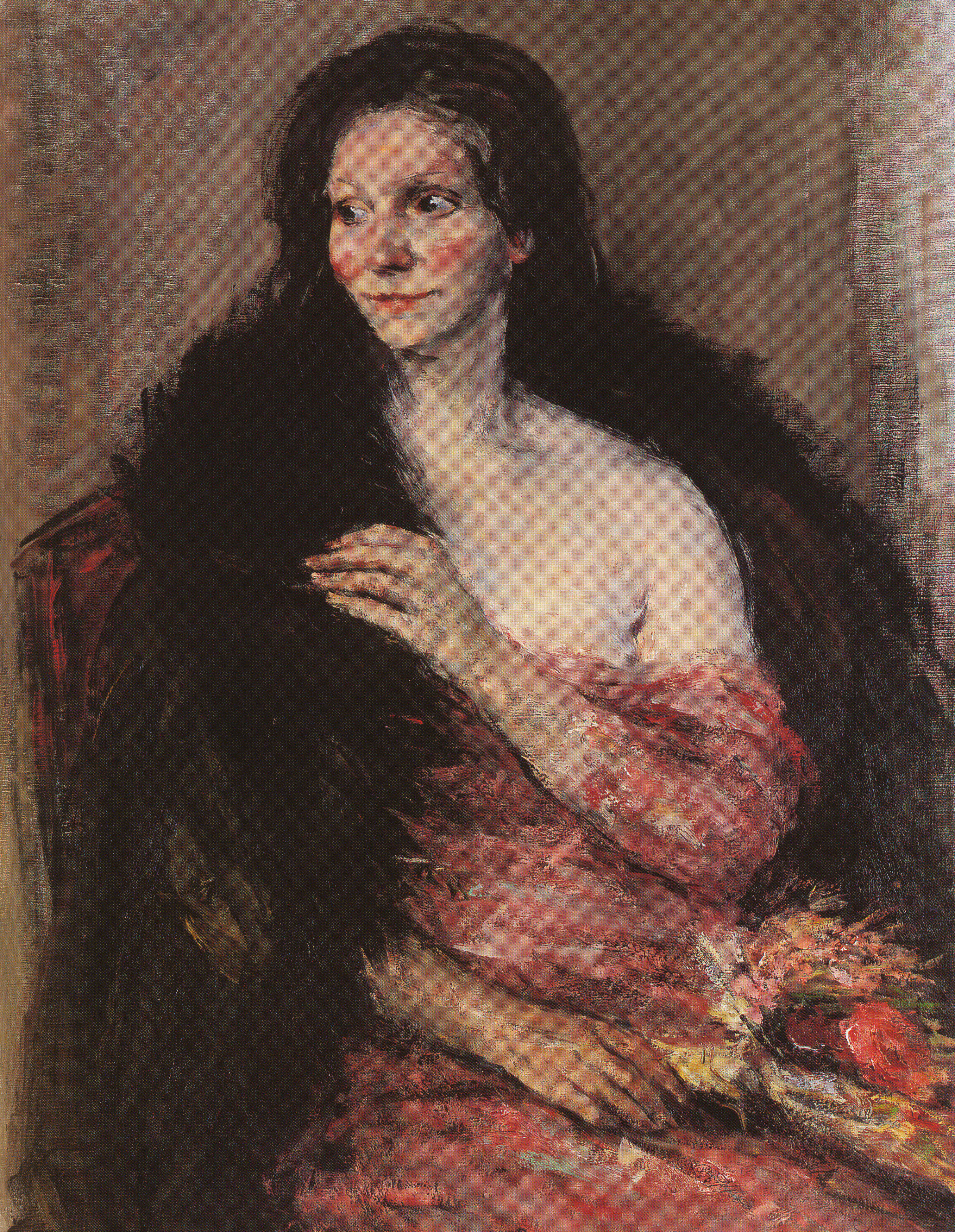
Damesportret
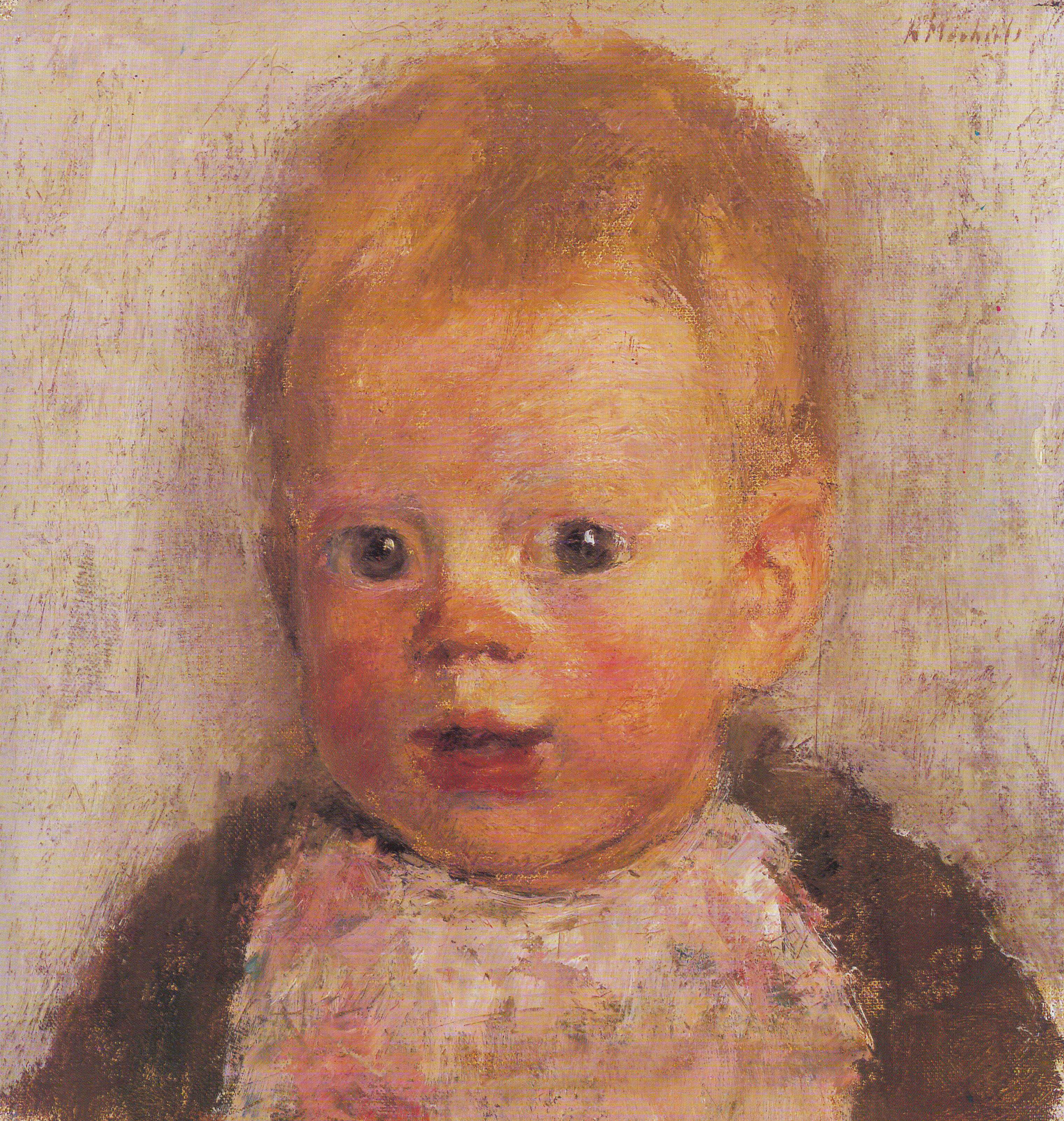
Kinderportret
Figuurtekening
Zilverstiftportret